# Per-Erik Lönnfors
Per-Erik Lönnfors, född 6 augusti 1935 i Helsingfors, är en finländsk journalist och företagsledare. 
Lönnfors inledde sin bana som redaktör vid Hufvudstadsbladet 1958–1960 och blev ekonomie kandidat 1969. Efter en period i utrikesministeriets tjänst – bland annat som pressattaché i Washington, D.C. 1970–1973 – återkom han till tidningen som verkställande direktör 1973–1982. Han var Hufvudstadsbladets biträdande chefredaktör 1982–1984 för att så 1985–1995 verka som chefredaktör och verkställande direktör för Finska notisbyrån. 
Om den turbulenta tiden på Hufvudstadsbladet skrev Lönnfors den uppmärksammade debattboken Mannerheimvägen 18 (1986), som ger bilder av intriger och mygel i det finlandssvenska tidningshuset. Sina erfarenheter både som ekonom och journalist använder han sig av i analysen Rädda världen, bränn böckerna i ekonomi (1999). Han är en självständig intellektuell debattör med kritisk snärt i formuleringarna. Han skrev dagbokverser i Hufvudstadsbladet under signaturen "Peik" 2003–2007. Han har inte erhållit några pris eller stipendier från finlandssvenska institutioner.

## Övriga skrifter
- Svenska talande sämre folk. Ett porträtt av en familj (memoarer, 2005)
- Mitt livs reportage. Minnen från åren 1958–1973 (2007)
- Skatten i Maroni. En liten bok om lycka (tillsammans med Pearl Lönnfors, 2008)
- Vändpunkter. Mitt liv som drama (2010)
- Svart på vitt. Vit satir om ett svart scenario (pjäs, 2010)
- Mannerheim. Mannen och myten (pjäs, tillsammans med Johan Storgård, efter en idé av Sven Sid, 2010)
- Vi skall alltid ha Jekaterinburg. En självbiografisk berättelse (2011)